# Realengo
Realengo is een wijk in het westelijk gedeelte van Rio de Janeiro (stad). De wijk wordt gerekend tot de middenklasse. De wijk grenst aan onder andere de wijken Bangu en Padre Miguel. Realengo wordt doorsneden door de Avenida Brasil.